# La Porte City
Pour les articles homonymes, voir La Porte.
La ville de La Porte City est située dans le comté de Black Hawk, dans l’État d’Iowa, aux États-Unis. Lors du recensement de 2010, elle comptait 2 285 habitants.
La Porte City fait partie de l’agglomération de Waterloo-Cedar Falls.

## Personnalité liée à la ville
Fran Allison est née à La Porte City en 1902.

## Source
- (en) Cet article est partiellement ou en totalité issu de l’article de Wikipédia en anglais intitulé « La Porte City, Iowa » (voir la liste des auteurs).